# Arthur Rhys Davids
Arthur Percival Foley Rhys Davids, DSO, MC (s ploščico), britanski vojaški pilot in letalski as, * 26. september 1897, London, Anglija, † 27. oktober 1917, Roeselare, Zahodna Flamska, Belgija.
Davids je med prvo svetovno vojno dosegel 25 zračnih zmag.